# 빈센트 핸콕
빈센트 찰스 핸콕(영어: Vincent Charles Hancock, 1989년 3월 19일~)은 미국의 사격 선수이다. 주 종목은 스키트로 2008년과 2012년 하계 올림픽에서 개인 스키트 종목의 2연속 금메달을 획득하였다. 그는 올림픽 챔피언으로서 타이틀을 지켜낸 첫 스키트 사격 선수이다.
플로리다주 포트샬럿에서 태어난 핸콕은 2005년 16세의 나이로 개인 스키트 종목에서 자신의 첫 세계 타이틀을 우승하여 "ISSF 올해의 사격 선수" 상을 수상하였다. 또한 그는 2009년과 2015년에 다시 세계 산탄총 선수권 대회에서 우승하기도 하였다.
리우데자네이루에서 열린 2016년 하계 올림픽에 미국 국가대표로 참가했으나 15위에 그쳤다. 이후 2020년 하계 올림픽에 돌아와 9년 만에 3번째 올림픽 금메달을 획득했다.